# Пелазг
Пелазг, або Пела́сг (грец. Πελασγός) — родоначальник племені пелазгів, які від часів неоліту заселяли Егейську область;
Пелазг — син Зевса й Ніоби, батько Лікаона ;
Пелазг — син Посейдона й Ларіси;
Пелазг — ім'я багатьох аргівських героїв, що пропагували культ Деметри і вважалися першими хліборобами.